# Летние Олимпийские игры 1940
XII летние Олимпийские игры (официально — Игры XII Олимпиады) были запланированы к проведению с 21 сентября по 6 октября 1940 года в Токио и впервые должны были пройти в Азии. В связи с отказом Японии МОК в 1938 году перенёс Игры в Хельсинки, где они должны были быть проведены с 20 июля по 4 августа 1940 года. После начала в 1939 году Второй мировой войны Игры были окончательно отменены письмом Байе-Латура всем членам МОК от 2 мая 1940 года.
В рамках токийских Игр планировалось впервые в истории включить в олимпийскую программу соревнования по планеризму, который был представлен в 1936 году в Берлине в качестве показательного вида спорта. В послевоенных Играх планеризм так и не вошёл в олимпийскую программу.
Токио в итоге принял летние Игры в 1964 году и в 2020 году (были перенесены на 2021 год из-за пандемии COVID-19), а Хельсинки — в 1952 году.